# Bae Suzy
Pour les articles homonymes, voir Bae.
Bae Suzy, de son vrai nom Bae Su-ji  (hangeul : 배수지; hanja : 裴秀智 ; née le 10 octobre 1994 à Gwangju), mieux connue simplement comme Suzy, est une actrice, danseuse et chanteuse sud-coréenne de K-pop, membre et maknae (plus jeune) du girl group Miss A. Miss A est aussi composé de Min, Fei ainsi que Jia. Elles ont débuté le 30 juillet 2010 avec le grand tube "Good Girl, Bad Girl". C'est un girl group produit par la JYP Entertainment, l'une des trois plus grandes agences coréennes.

## Biographie
Bae Suzy est née le 10 octobre 1994 à Gwangju. Elle y grandit avec ses parents, son petit frère Bae Sangmun et sa grande sœur Bae Subin. Vers l'âge de 12 ans, elle devient mannequin pour un magasin en ligne. En 2009, elle auditionne pour l'émission Mnet Superstar K mais après avoir passé les premiers tours, elle est finalement éliminée. Mais un agent de JYP Entertainment la remarque et lui fait passer des auditions. Elle s'entraîne pendant un an au sein de l'agence avant de débuter avec les Miss A. Elle entre la même année au Seoul Performing Arts High School dont elle est diplômée en mai 2013. Suzy décide ensuite d'attendre avant d'entrer à l'université car son emploi du temps est trop chargé et elle n'a pas le temps d'étudier.
En 2019 elle quitte JYP Entertainment pour rejoindre Management SOOP.

## Carrière

### Actrice
Bae Suzy commence sa carrière d'actrice en janvier 2011 avec le drama Dream High où elle joue le rôle de Go Hyemi, une jeune soprano talentueuse mais arrogante, forcée d'entrer dans une école d'arts pour devenir une idole et rembourser les dettes de son père. Le drama est un succès et Suzy devient très vite populaire. En 2012, elle est choisie pour jouer le rôle de Yang Seoyeon (jeune) dans le film Introduction to Architecture qui relate l'histoire d'une femme riche qui demande à son premier amour, devenu architecte, de rénover sa maison d'enfance sur l'île de Jeju. Le film sort le 22 mars 2012 dans les salles coréennes et le 22 octobre 2012 dans les salles hongkongaises. Le film rencontre énormément de succès et devient premier du box-office trois semaines après sa date de sortie avec trois millions d'entrées moins d'un mois après sa sortie. Elle devient l'idole la plus populaire de 2012 et gagne le surnom de "Premier amour de la nation". Elle est invitée dans plusieurs émissions de variété et tourne énormément de spots publicitaires (vingt-six entre 2012 et 2013). Suzy continue sur sa lancée en apparaissant la même année dans le drama comique BIG.
Au début de 2013, elle révèle que le titre Premier amour de la nation est comme un poids pour elle car tout le monde attend d'elle une image pure, innocente et mignonne et, ayant enfin atteint la majorité, elle aimerait avoir un concept plus adulte et sexy. En avril 2013, elle obtient le rôle de Dam Yeo-Wul dans le drama historique Gu Family Book qui raconte l'histoire d'amour entre une humaine et un homme mi-humain mi-Gumiho. En 2013 elle fait une apparition dans le drama Mon amour venu des étoiles (épisode 17) au côté de son partenaire dans Dream High, Kim Soo Hyun elle a d’ailleurs le même nom Go Hye-mi. Au début de 2015, elle refuse le rôle principal du drama Girl That Can See Smells pour se concentrer sur ses activités de groupe avec Miss A.
En Septembre 2017, elle rejoint le casting de While You Were Sleeping aux côtés de Lee Jong-Suk (connu pour son rôle dans Pinocchio ou encore Doctor Stranger), la série obtiendra d'ailleurs le prix dans la catégorie Drama des Korea First Brand Awards.
En seulement deux ans de carrière, elle a remporté seize récompenses.

### Chanteuse
Suzy fait partie du groupe de Kpop Miss A.
En 2010, sort le clip de Bad Girl Good Girl, qui est un énorme succès en Corée du Sud, accompagné du mini-album Bad but Good. Quelques mois plus tard, les quatre filles reviennent avec la chanson Breathe et leur deuxième mini-album Step Up. 
Au début de 2011, les miss A sortent le single digital Love Alone, leur première et seule chanson entièrement en anglais. En août, les filles sortent le clip de Goodbye Baby pour promouvoir leur premier album A Class. Elles sortent aussi une version chinoise pour entrer dans l'industrie musicale chinoise, elle y acquiert une certaine popularité. En fin février 2012, les filles sortent leur troisième mini-album Touch avec la chanson titre du même nom et en septembre 2012 elles sortent encore un nouveau mini-album Independent Women Part.III, qui est un hommage aux Destiny's Child, accompagnée de la chanson I Don't Need A Man.
En novembre 2013, après plus d'un mois d'absence, Miss A annonce leur comeback avec le titre Hush et un album du même nom. La chanson et l'album obtient une très belle réception du public.
Début 2017, elle commence sa carrière Solo en tant que chanteuse avec le titre Yes? No?. En novembre, elle est nommée pour les Mnet Asian Music Awards, dans les catégories "Meilleure artiste solo féminin" ainsi que "Meilleure OST" avec I Love You Boy (OST de While You Were Sleeping)
Le 30 janvier 2018 , elle sort un deuxième mini album avec le titre Faces Of Love.

#### Vie privée
Elle était  en couple avec l'acteur Lee Min-ho depuis février 2015, mais les deux acteurs se seraient séparés fin 2017 après presque 3 ans de relation, ce qui a par la suite été confirmé par leur agence respective.
Le 9 mars 2018, il a été confirmé qu'elle est en couple avec l'acteur Lee Dong-wook. Cependant, ils se séparent fin juin 2018, après 4 mois de relation.

## Filmographie

### Films
- 2012 : Introduction to Architecture - Yang Seoyeon (jeune)Suzy lors de la conférence de presse de Introduction to Architecture.

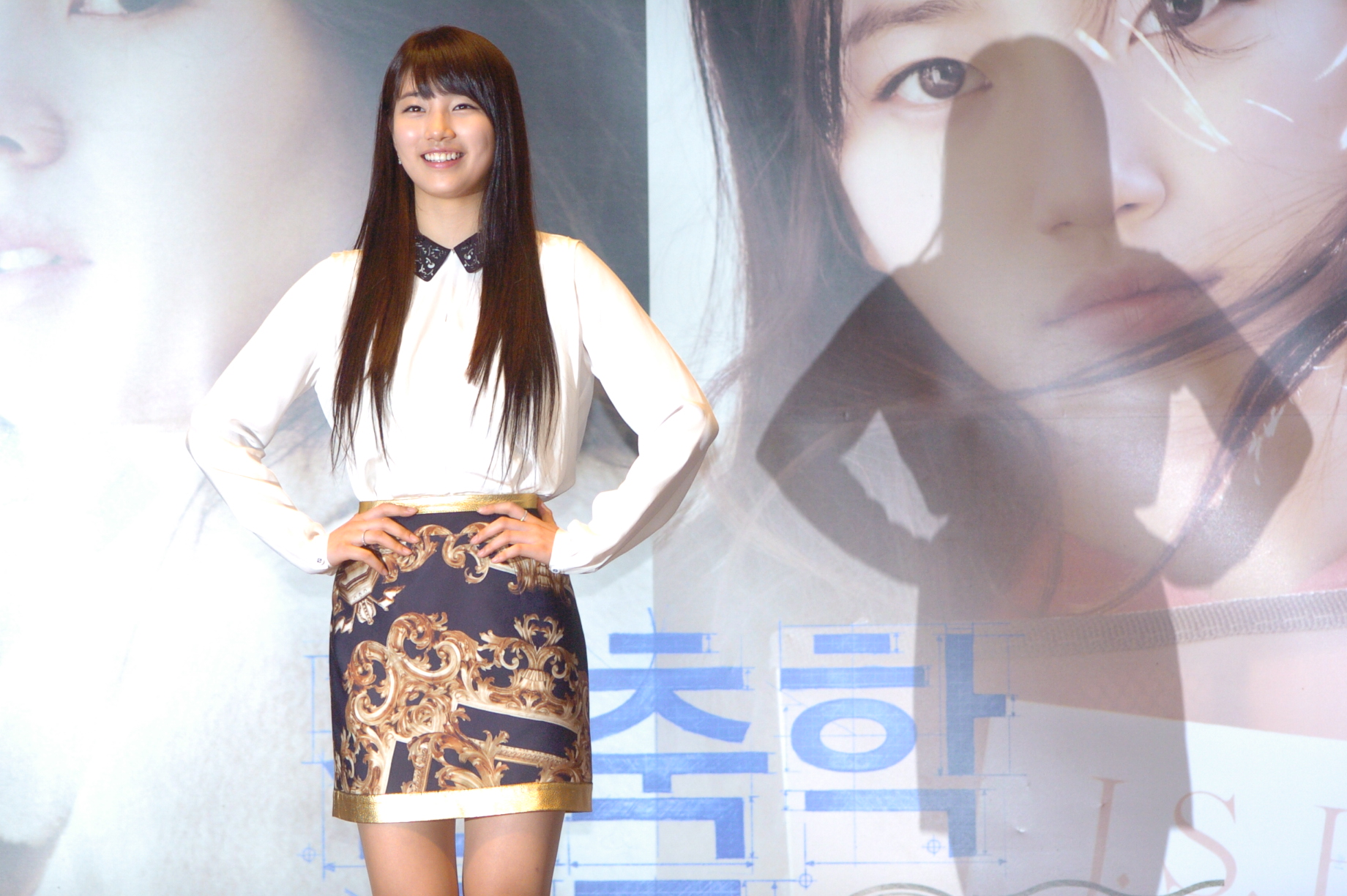
Suzy lors de la conférence de presse de Introduction to Architecture.

- 2019 : Destruction finale (백두산) de Kim Byeong-seo et Lee Hae-joon : Choi Ji-yeong
- 2024 : Wonderland (원더랜드) de Kim Tae-yong : Jeong-in

### Télévision
- 2020 : Start-up : Seo Dal Mi

### Drama
- 2011 : Dream High, Go Hyemi, KBS2
- 2011 : Human Casino, Drama Special, cameo, KBS2
- 2012 : Dream High 2, caméo, Go Hyemi, KBS2
- 2012 : I Need a Fairy, caméo, Jung Nara, KBS2
- 2012 : Big, Jang Mari, KBS2
- 2013 : Gu Family Book, Dam Yeo-wool, MBC
- 2014 : Blaz chronicles : caméo, BBC; Jung Nara
- 2016 : Uncontrollably Fond, No Eul, KBS2
- 2017 : While You Were Sleeping, Nam Hong Joo, SBS
- 2019 : Vagabond, Go Hae-ri, SBS
- 2020 : Start-Up, Seo Dalmi, TVN
- 2022 : Anna, Lee Yu-Mi, Coupang Play
- 2023 : Doona!, Lee Doo-na, Netflix

## Discographie

### En solo

#### Mini-albums (EP)
| Titre         | Détails                                                        | Classement | Ventes               |
| Titre         | Détails                                                        | COR        | Ventes               |
| ------------- | -------------------------------------------------------------- | ---------- | -------------------- |
| Yes? No?      | - Date de sortie : 24 janvier 2017 - Label : JYP Entertainment | 2          | COR : plus de 11 020 |
| Faces of Love | - Date de sortie : 29 janvier 2018 - Label : JYP Entertainment | 6          | COR : plus de 10 269 |

#### Singles
| Année                                         | Titre                                                       | Meilleure position | Album                           |
| Année                                         | Titre                                                       | COR                | Album                           |
| En solo                                       | En solo                                                     | En solo            | En solo                         |
| --------------------------------------------- | ----------------------------------------------------------- | ------------------ | ------------------------------- |
| 2017                                          | Pretend (행복한 척)                                         | 2                  | Yes? No?                        |
| 2017                                          | Yes No Maybe                                                | 19                 | Yes? No?                        |
| 2018                                          | I'm in Love with Someone Else (다른사람을 사랑하고 있어)    | 3                  | Faces of Love                   |
| 2018                                          | Holiday (feat. DPR Live)                                    | 17                 | Faces of Love                   |
| 2022                                          | Satellite                                                   | 117                | Non issu d'un album             |
| 2022                                          | Cape                                                        | —                  | Non issu d'un album             |
| En collaboration                              |                                                             |                    |                                 |
| 2014                                          | Farewell Under the Sun (대낮에 한 이별) (avec Bernard Park) | 40                 | JYP Nation Korea 2014 'One Mic' |
| 2016                                          | Dream (avec Baekhyun)                                       | 1                  | Non issu d'un album             |
| 2017                                          | Don't Wait for Your Love (기다리지 말아요) (avec Park Won)  | 16                 | Non issu d'un album             |
| "—" indique que le titre ne s'est pas classé. |                                                             |                    |                                 |

## Récompenses et nominations
| Année | Prix                       | Catégorie                                                  | Résultat   |
| ----- | -------------------------- | ---------------------------------------------------------- | ---------- |
| 2011  | 47th Baeksang Arts Awards  | Meilleure nouvelle actrice, Dream High                     | Nomination |
| 2011  | 47th Baeksang Arts Awards  | Popular Drama Actress, Dream High                          | Nomination |
| 2011  | Mnet 20's Choice Awards    | Hot New Star                                               | Lauréat    |
| 2011  | Korea Drama Awards         | Meilleur nouvelle actrice, Dream High                      | Nomination |
| 2011  | KBS Drama Awards,          | Meilleure actrice de miniseries, Dream High                | Nomination |
| 2011  | KBS Drama Awards,          | Meilleur nouvelle actrice, Dream High                      | Lauréat    |
| 2011  | KBS Drama Awards,          | Meilleur couple avec Kim Soo-hyun, Dream High              | Lauréat    |
| 2012  | 48th Baeksang Arts Awards, | Meilleur nouvelle actrice "(Introduction to Architecture)" | Lauréat    |
| 2012  | Mnet 20's Choice Awards    | Hot Female Movie Star "(Introduction to Architecture)"     | Lauréat    |
| 2012  | CF Model Award             | Best Female CF star                                        | Lauréat    |